# 早瀬雪未・松岡美里の“もしかわ”
『早瀬雪未・松岡美里の“もしかわ”』は、2021年4月23日からニコニコ動画で配信されているインターネット動画番組。2021年11月19日からYouTubeでも配信開始。パーソナリティは声優の早瀬雪未と松岡美里。

## 番組概要
早瀬雪未と松岡美里の二人が、どんな無茶ぶりを受けてもめげずに、常に笑顔でお届けする超ポジティブ型かわいい系映像バラエティ番組。
2021年4月23日から「早瀬雪未・松岡美里の“もしもゆきみさとがむちゃぶりを受けてもめげずに可愛く頑張った時”」のタイトルで配信開始。
2021年11月19日から「早瀬雪未・松岡美里の“もしかわ”」とタイトルを変更してリニューアル。従来のニコニコ動画に加えてYouTube配信を開始。

## 配信時間
|             | 配信局                            | 配信時間                                | ※備考                                                             |
| ----------- | --------------------------------- | --------------------------------------- | ----------------------------------------------------------------- |
| 本配信      | ニコニコ動画 シーサイドチャンネル | 隔週金曜 21:00更新 （2021年4月23日 -）  | 無料配信（約40分）                                                |
| YouTube配信 | YouTube Seaside Channnel          | 隔週金曜 21:00更新 （2021年11月19日 -） | 無料配信（約40分）                                                |
| おまけ動画  | ニコニコ動画 シーサイドチャンネル | 隔週金曜 22:00更新 （2021年4月23日 -）  | ニコニコ動画シーサイドチャンネル チャンネル会員限定動画（約20分） |

## パーソナリティ
- 早瀬雪未
- 松岡美里

## コーナー
番組の感想やお便り
ふつおたコーナー。
「やがて夜が来て、暗黒のゲームが始まった」
いわゆるゲームコーナー。毎回色々なゲームに挑戦する。
「まさかポーズひとつでこんなことになるなんて・・・」
矢継ぎ早に出されるお題に沿ったポーズをとっていく。スタッフ判定で負けると罰として自分がとった中から勝者がリクエストしたポーズで写真を撮り、番組公式ツイッターに公開される。
「やはり私のイラストの出来にはムラがある。」
出されたお題の絵を制限時間約10秒で描き、よりパッションが感じられた方が勝ちとなる。 敗者は罰として、勝者が選んだイラストに合わせて即興でセリフを考えて披露する。
『相方のことは大事に思っているけど勝負は勝ちにいかなければならない』
スタッフが作ったオリジナルカードを使って行うバトルコーナー。配られたカードに書かれているお題の中から相方にやらせたいものをチョイスし、相方がそのお題をうまくこなすことができなかったら、ダメージを与えることができる。
『スタジオに落ちていたボックスを拾ったら中から声優向けのセリフお題がたくさん出てくる世界線』
おまけ放送のコーナー。ボックスの中に入っている「セリフ」関連のお題に挑戦する。クリアするごとにポイントが貯まり、ポイントが多かった方にはちょっとしたご褒美が贈呈される。

## イベント
※太字は番組単独イベント
| 開催日   | イベント名                      | 会場                       | 備考         |
| 2021年   | 2021年                          | 2021年                     | 2021年       |
| -------- | ------------------------------- | -------------------------- | ------------ |
| 12月25日 | SEASIDE Christmas Festival 2021 | 科学技術館サイエンスホール | 夜の部に出演 |
| 2022年   |                                 |                            |              |
| 1月15日  | SEASIDE NEW YEAR PARTY 2022     | 科学技術館サイエンスホール | 夜の部に出演 |